# Turbogenerador refrigerat amb hidrogen

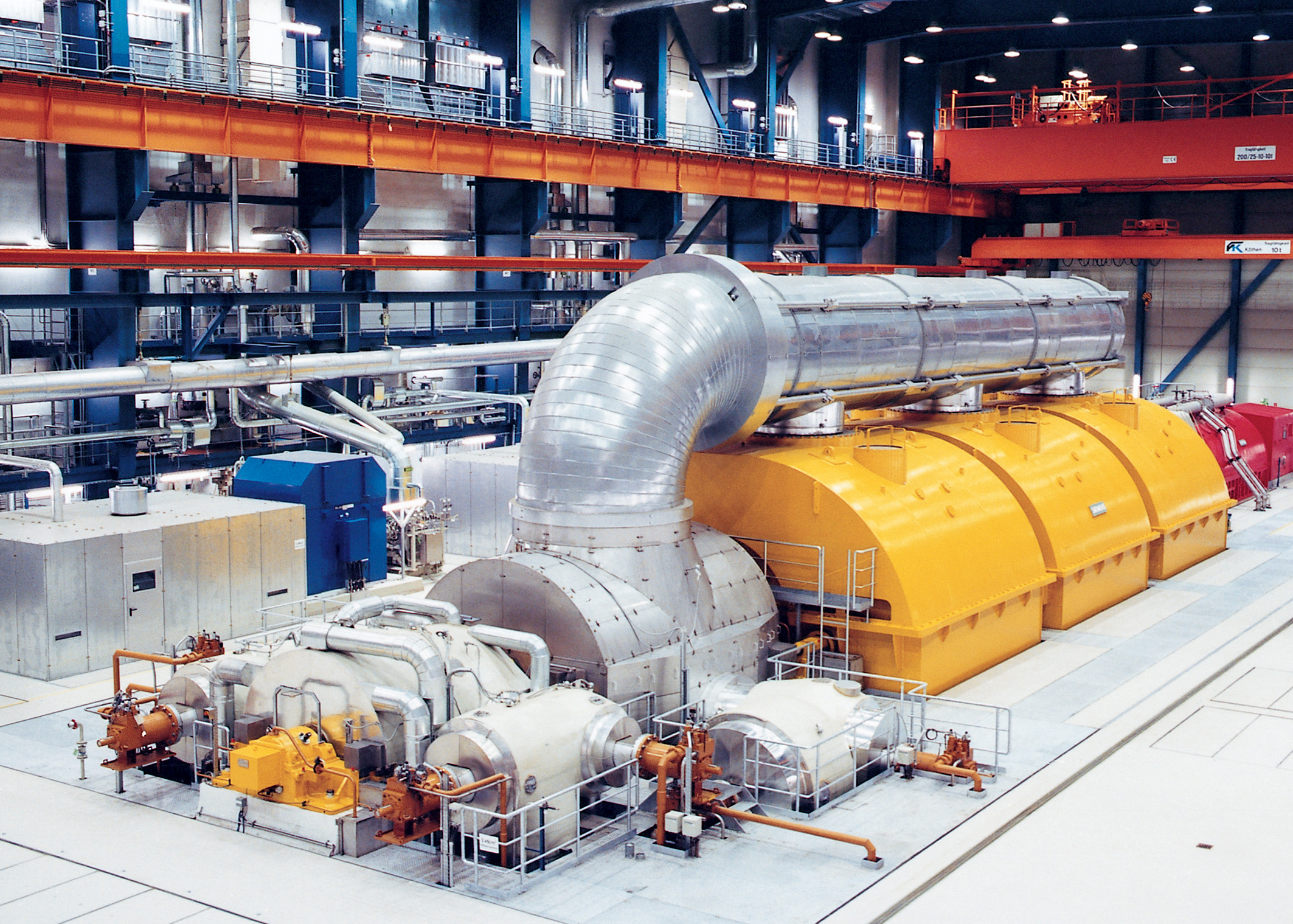
Un turbogenerador d'una central energètica

Un turbogenerador refrigerat amb hidrogen és un turbogenerador que té hidrogen gas com a refrigerant. Els turbogeneradors refrigerats amb hidrogen estan dissenyats per proveir d'una atmosfera amb baixa resistència aerodinàmica i refrigeració per aplicacions de cicles combinats i simples, en combinació amb turbines de vapor. A causa de l'elevada conductivitat tèrmica i d'altres propietats favorables de l'hidrogen gas, aquest tipus de turbogenerador és el més comú en el seu camp en l'actualitat.